# Kabylen
Kabylen (Berbers: Iqbayliyen ⵉⵇⴱⴰⵢⵍⵉⵢⵏ of Izwawen ⵉⵣⵡⴰⵡⵏ) zijn de bewoners van Kabylië, een Berberstalige regio in het noorden van Algerije, 160 kilometer ten oosten van de hoofdstad Algiers. De inwoners behoren tot de Sanhaja en spreken Kabylisch (Taqbaylit), een dialect van het Berbers (Tamazight).

## Etymologie
De etymologie van het woord "Kabyl" of "Kabylen" heeft verschillende theorieën, en de exacte oorsprong kan soms onduidelijk zijn. Een veelvoorkomende opvatting is dat het woord is afgeleid van het Berberse woord "Kab" of "Kabyl," wat "tribe" of "clan" betekent. Hierdoor zou "Kabylen" simpelweg verwijzen naar de mensen van de stam of clan.
Sommige taalkundigen suggereren dat het woord ook kan worden herleid tot het Fenicische woord "Qebel," wat "berg" betekent. Deze associatie zou passend zijn gezien de prominente bergachtige omgeving waar de Kabylische bevolking historisch gezien heeft gewoond.
De etymologie van etnische namen kan complex zijn en beïnvloed worden door historische, linguïstische en culturele factoren. In het geval van de Kabylen is het woord geworteld in de rijke geschiedenis van dit Berberse volk in Noord-Algerije.

## Geschiedenis
De Kabylische bevolking is een Berberse etnische groep die voornamelijk in de regio Kabylië in Noord-Algerije woont. Hun geschiedenis strekt zich uit over duizenden jaren, met wortels die teruggaan tot de oudheid. Oorspronkelijk bewoonden ze de bergen van Noord-Afrika, waar ze hun unieke cultuur en taal ontwikkelden.
In de loop der eeuwen hebben de Kabylen te maken gehad met verschillende invasies en overheersingen, waaronder die van de Feniciërs, Romeinen, Arabieren en Ottomanen. Ondanks deze invloeden hebben de Kabylen vastgehouden aan hun identiteit, taal (Tamazight) en tradities.
Tijdens de koloniale periode werd Kabylië een brandpunt van verzet tegen de Franse overheersing. De Kabylen stonden bekend om hun vastberadenheid en streven naar onafhankelijkheid. Na de onafhankelijkheid van Algerije in 1962 bleven ze echter geconfronteerd met uitdagingen, waaronder politieke marginalisatie en economische moeilijkheden.
In de recentere geschiedenis hebben de Kabylen actief deelgenomen aan sociaal-politieke bewegingen, zoals de "Berberse Lente" in 1980. Ze streven naar erkenning van hun culturele en taalkundige rechten, en pleiten voor autonomie binnen het Algerijnse kader.
De geschiedenis van de Kabylen is doordrenkt van veerkracht en strijd voor behoud van identiteit te midden van historische en hedendaagse uitdagingen.

## Geografie
De regio Kabylië, de thuisbasis van de Kabylische bevolking, is een opmerkelijk geografisch gebied in Noord-Algerije. Kabylië staat bekend om zijn ruige terrein en schilderachtige landschappen, en wordt gedomineerd door indrukwekkende bergen. De Aurès-bergen strekken zich uit over het oostelijke deel van Kabylië, terwijl de Tellatlas de westelijke grens vormt.
De bergachtige omgeving heeft een diepgaande invloed gehad op de levensstijl en tradities van de Kabylen. Dorpen nestelen zich vaak op de hellingen, met terrasvormige landbouw die veel voorkomt in de bergachtige gebieden. Het klimaat varieert van mediterraan aan de kust tot meer continentaal in het binnenland, waardoor diverse agrarische praktijken mogelijk zijn.
Ondanks de uitdagingen van het bergachtige terrein heeft de geografie van Kabylië ook bijgedragen aan het behoud van de culturele identiteit van de Kabylen. De afgelegen dorpen en de sterke gemeenschapsbanden hebben de Kabylen in staat gesteld om hun unieke taal, tradities en levensstijl te handhaven te midden van historische en hedendaagse veranderingen.